# Matthew Boyd
Matthew Boyd (ur. 29 kwietnia 1988 w Melbourne) – australijski lekkoatleta, specjalizujący się w skoku o tyczce.
Medalista mistrzostw Australii w różnych kategoriach wiekowych. Reprezentował swój kraj podczas mistrzostw świata juniorów młodszych (Marrakesz 2005) oraz mistrzostw świata juniorów (Pekin 2006), w obu przypadkach kończąc swój występ na eliminacjach.
Boyd należy do bardzo usportowionej rodziny, lekkoatletami byli jego rodzice: Denise – sprinterka i Ray - tyczkarz. Również siostry Australijczyka uprawiają lekkoatletykę: Jacinta (ur. 1986) skacze w dal, a Alana (ur. 1984) uprawia skok o tyczce.

## Rekordy życiowe
- skok o tyczce – 5,35 (2008)